# حملات إدريس الأول في المغرب (788-789)
وهي عبارة عن حملات شنها إدريس بن عبد الله في المغرب للسيطرة على على شالة وتادلة وتامسنا و السيطرة على الحصون و قلاع مثل حصون فندلاوة وحصون مديونة وبهلولة وقلاع غياثة وبلاد فازاز أي الأطلس المتوسط. وتوصل إلى نتائج إيجابية و فرض سيطرته بالكامل على المغرب حيث امتدت دولته خلال فترة قصيرة من تلمسان حتى تامسنا.